# Eis (Unternehmen)
Die Eis GmbH (Eigenschreibweise: EIS oder für seine Webshops eis.de bzw. eis.at) betreibt seit 2006 einen Onlineshop für Erotikartikel mit Sitz im ostwestfälischen Bielefeld. Anbieter und Verkäufer aller auf dieser Plattform angebotenen Waren ist die Triple A Sales GmbH.

## Geschichte
2006 wurde der Onlineshop zum Erotikversandhandel mit 15 Mitarbeitern in Bielefeld gegründet. Die Produkte wurden dort günstiger angeboten als von seinen Mitbewerbern. 2013 wurde über den Shop ein Umsatz von 18,2 Millionen Euro generiert, die Gruppe hatte 270 Mitarbeiter. Seit November 2015 produziert EIS in Zusammenarbeit mit 61 Minuten Sex Informationsvideos über Erotikartikel, die auf dem EIS-YouTube-Kanal hochgeladen und im Online-Shop eingebunden werden. Bekannt wurde das Unternehmen in Deutschland und Österreich 2016 durch die von Jung von Matt entwickelte Werbekampagne Es rappelt im Karton mit dem gleichnamigen Song von Pixie Paris.

## Firmengruppe Triple A
Die Eis GmbH gehört zur Firmengruppe Triple A mit Geschäftsführer Sven Pelka. Zur Gruppe, die nach eigenen Angaben mit über 350 Mitarbeitern über 18.000.000 Kunden hat und mit ihnen einen Umsatz von über 250.000.000 Euro generiert, gehören unter anderem (Stand 31. Dezember 2019):
- Triple A Finance GmbH & Co KG (mit den Töchtern, jeweils zu 100 %)
  - Domainhandel Bielefeld GmbH
  - EIS GmbH (Betreiber des Online-Shops eis.de)
  - EIS Inc, USA
  - Internetmarketing Bielefeld GmbH (Betreiber der Online-Shops bilder.de, druckerzubehoer.de und handyzubehoer.de; bei bilder.de auch Vertragspartner der Kunden)
  - Internetsupport Tbilisi LLC, Georgien
  - Triple A Import GmbH (Inverkehrbringer der Satisfyer-Geräte)
  - Triple A Marketing GmbH (Vertragspartner der Kunden von druckerzubehoer.de und handyzubehoer.de, Betreiber diverser Webseiten der Firmengruppe)
  - Triple A Sales GmbH (Vertragspartner der Kunden von eis.de)
  - Triple A Trade GmbH
  - Romance for Charity GmbH
- Triple A Internetshops GmbH
- Triple A Invest GmbH

## Produkte
In dem Onlineshop werden ca. 25.000 Produkte aus den Bereichen Sexspielzeug, Reizwäsche sowie Verhütungsmittel angeboten. Er gilt als der größte deutsche Onlineversand für Erotikartikel.
Die Firmengruppe entwickelt und vertreibt auch eigene Produkte, wie z. B. Satisfyer (Vibratoren und andere Masturbationsprodukte), Natural (Massageöle) und Waterglide (Gleitmittel), die über die Onlineshops der Markenwebseiten, über den eigenen Onlineshop EIS.de und auch über andere Verkäufer verkauft werden.